# Amt Stolpen

Karte der Ämter Stolpen und Radeberg, 1754, ca. 1:120 000, Kupferstich, Adam Friedrich Zürner, aus Neuer Sächsischer Atlas

Beim Amt Stolpen handelt es sich um alten Besitz des Bistums Meißen in der Oberlausitz (Burgward Göda seit 1007, Herrschaft Stolpen seit 13. Jahrhundert), der von ihm als Amt verwaltet wurde. Es bildete sich um 1320 mit der Burg Stolpen als Verwaltungsmittelpunkt und war dem Meißnischen Kreis angegliedert.

## Angrenzende Verwaltungseinheiten
|              | Markgraftum Oberlausitz (Bautzner Kreis)    | Markgraftum Oberlausitz (Bautzner Kreis) |
| Amt Radeberg | Kompassrose, die auf Nachbargemeinden zeigt | Markgraftum Oberlausitz (Bautzner Kreis) |
| Amt Lohmen   | Amt Hohnstein                               | Königreich Böhmen                        |

## Geschichte
Die Kurfürsten aus dem Hause Wettin erkannten früh die strategische Lage Stolpens. Als sich eine Erbstreitigkeit (Carlowitzische Fehde) zwischen dem kurfürstlichen Stallmeister und dem Bischof von Meißen (Johann IX.) um ein Testament entwickelte, nutzte Kurfürst August 1559 als oberster Landesherr die Situation aus: Er zwang den Bischof, das Amt Stolpen gegen das kurfürstliche Amt Mühlberg einzutauschen, wobei der Bischof seine landesherrlichen Rechte verlor. Der Tauschvertrag beinhaltete folgende Orte: Ostra, Burgstädtel, Wölfnitz, Kohlsdorf, Stetzsch, Leuteritz, Gruna, Niederwartha, Cotta, Übigau, Liebethal, Mühlsdorf, Elbersdorf, Dretschen, Cossern, Neukirch, Altstadt, Helmsdorf, Wilschdorf, Fischbach, Seeligstadt, Schmiedefeld, Bühlau, Weickersdorf, Langenwolmsdorf, Lauterbach, Großdrebnitz, Kleindrebnitz, Goldbach, Ottendorf, Belmsdorf, Rückersdorf, Göda, Pietzschwitz, Wilthen, Tautewalde, Schwarznaußlitz, Wölkau, Schlungwitz, Großhänchen, Singwitz, Obergurig, Muschelwitz, Sora, Irgersdorf, Günthersdorf, Zockau, Semmichau, Cannewitz, Gnaschwitz, Coblenz, Dobranitz, Birkau, Arnsdorf und Doberschau.
Im Amtserbbuch von 1559 finden sich zusätzlich noch Beiersdorf, Bischdorf, Bischofswerda, Buscheritz, Dahren, Friedersdorf, Geißmannsdorf, Harthau, Heeselicht, Hungerau, Kindisch, Kubschütz, Mönchswalde, Naundorf, Nedaschütz, Pickau, Kleinpraga, Prischwitz (Anteil), Putzkau, Rennersdorf, Neusalza, Schmorkau (Anteil Meißner Seite), Schönborn (Meißner Seite), Spremberg O.L., Stolpen, Tröbigau, Weifa, Steinigtwolmsdorf, Wernten und Poyritz. Im selben Jahr befahl der Kurfürst die Zuweisung von Ostra, Briesnitz, Burgstädtel, Wölfnitz, Kohlsdorf, Stetzsch, Cotta, Leuteritz, Gruna, Übigau und Wernten zum Amt Dresden.
Im Amtsbezirk Stolpen gab es eine Unterteilung in eine deutsche Pflege mit 18 Dörfern und eine wendische Pflege mit 10½ Dörfern.
Nachdem sich der Amtssitz zunächst auf dem Schloss befunden hatte, musste er 1632 in die Stadt verlegt werden, als das Schloss zu einer Festung ausgebaut wurde. Um 1680 ließ der Amtmann Gottfried Becker am Markt ein steinernes Haus errichten, das 1691 vom Kurfürsten Johann Georg III. als Amtshaus erworben wurde. Im Jahr 1798 zog das Amt in ein anderes, eigens dafür erworbenes Privathaus um. Bereits seit etwa 1784 gab es eine funktionale Trennung zwischen Justiz- und Rentamt, wobei die vollständige Aufteilung in zwei eigenständige Behörden erst 1831 erfolgte. Die Aufgaben des Justizamtes wurden 1856 vom Gerichtsamt Stolpen übernommen. Das Rentamt Stolpen war seit 1854 mit dem Rentamt Radeberg zusammengelegt, wobei sich der Amtssitz in Radeberg befand. Im Jahr 1865 gingen die Aufgaben an das Forstrentamt Schandau über.
1704 gehörten folgende Orte zum Amt Stolpen:
- 3 Städte: Stolpen, Bischofswerda, Neusalza
- 25 unmittelbare Dörfer, davon 17 deutscher Pflege: Langenwolmsdorf, Lauterbach, Bühlau, Großdrebnitz, Kleindrebnitz, Belmsdorf, Schmiedefeld, Seeligstadt, Rennersdorf, Fischbach, Wilschdorf, Helmsdorf, Altstadt, Rückersdorf, Liebethal und Mühlsdorf
- 8 Dörfer wendischer Pflege: Göda (größter Teil gehörte zum Domkapitel Bautzen), Gnaschwitz, Cannewitz, Coblenz, Dobranitz, Dretzschen, Cossern und Kubschütz
- 18 schriftsässige Dörfer: Berthelsdorf, Oberottendorf, Niederottendorf, Weifa, Steinigtwolmsdorf, Ringenhain (zur Hälfte), Putzkau, Tröbigau, Naundorf, Spremberg, Wilthen, Irgersdorf, Arnsdorf, Schlungwitz, Schwarznaußlitz, Harthau, Goldbach, Nedaschütz und Heeselicht
- 26 amtsässige Dörfer: Singwitz, Mönchswalde (größter Teil gehört zum Domkapitel Bautzen), Pietzschwitz, Pottschapplitz, Semmichau, Bischdorf, Birkau, Großhänchen, Schmorckau, Oberbeiersdorf, Niederbeiersdorf, Dahren, Pickau, Geißmannsdorf, Kindisch, Wölckau, Schönbrunn, Güntersdorf, Obergurig, Särchen, Muschelwitz, Neudörfel, Tautewalde, Neukirch und Doberschau

1779 lebten im Amtsbezirk 4214 Familien (mit geschätzten 18261 Bewohnern, davon 12402 Personen über 10 Jahre alt), 1801 zählte man 21577 Einwohner, 1811 waren es dann 22682.
Die Ressorttrennung in Justiz- und Rentamt bestand seit etwa 1784, wobei die Teilung in zwei selbständige Behörden erst 1831 erfolgte. Die Aufgaben des Justizamtes übernahm 1856 das Gerichtsamt Stolpen. Das Rentamt Stolpen war seit 1854 mit dem Rentamt Radeberg zusammengelegt, der Amtssitz befand sich in Radeberg. Im Jahr 1865 wurden die Aufgaben des Rentamtes schließlich vom Forstrentamt Schandau übernommen.